# Theo Rietkerk
Theodoor Wolframp (Theo) Rietkerk (Goes, 18 oktober 1962) is een Nederlands politicus en politiek bestuurder. Namens het Christen-Democratisch Appèl (CDA) was hij van 1998 tot 2003 lid van de Tweede Kamer der Staten-Generaal. Tussen 2003 en 2014 was hij lid van Gedeputeerde Staten in de provincie Overijssel. Sinds 11 juni 2019 is hij lid van de Eerste Kamer der Staten-Generaal.

## Loopbaan

### Opleiding en ambtelijke loopbaan
Rietkerk ging na het vwo naar de HEAO en volgde een opleiding tot Hoger Bestuursambtenaar aan de Bestuursacademie Zwolle en studeerde vervolgens Bestuurskunde en Recht aan de Open Universiteit. Hij werkte als projectmedewerker op het ministerie van Economische Zaken en later als ambtenaar bij de provincie Overijssel.

### Tweede Kamer
Bij de Tweede Kamerverkiezingen 1998 werd Rietkerk gekozen in het parlement. Hij was namens zijn fractie woordvoerder politie, criminaliteitsbestrijding en veiligheid. Tevens was hij fractiesecretaris. Hij diende onder meer samen met Boris Dittrich (D66) een initiatiefvoorstel in om de verjaringstermijn voor de vervolging van moord te laten vervallen. Bij de Tweede Kamerverkiezingen 2002 en 2003 werd hij herkozen. In 2002 was Rietkerk een van de Kamerleden die gedurende negen maanden werd gevolgd voor een driedelige documentaire van regisseur René Roelofs, waarin deze probeerde door te dringen tot 'de achterkamertjes van de politiek'.

### Provinciale en Gedeputeerde Staten van Overijssel
In 2003 werd hij gekozen als lid van Gedeputeerde Staten van Overijssel en verliet hij de Tweede Kamer. Als gedeputeerde heeft hij van 2003 tot 2007 de portefeuille Ruimte, Wonen en Milieu, van 2007 tot 2011 Ruimte, Wonen en Energie en van 2011 tot 2014 Economie, Energie, Innovatie, Personeel en Organisatie. Eind 2006 werd hij door het CDA gekozen als lijsttrekker voor de Provinciale Statenverkiezingen van 2007. Als resultaat van een enquête van het dagblad Trouw onder 826 Nederlandse gedeputeerden en Statenleden werd Rietkerk in februari 2007 door dit blad uitgeroepen tot beste provinciebestuurder van Nederland.
In 2010 riep hij het bestuur van zijn partij op de leden zich tijdens een congres uit te laten spreken of het CDA met de PVV moet willen samenwerken in een nieuw kabinet. Op 23 september 2010 werd bekend dat Rietkerk was voorgedragen als lijsttrekker voor de Provinciale Statenverkiezingen van 2011. Het CDA werd bij die gelegenheid zoals gebruikelijk de grootste partij van de provincie.

### Landstede Groep, nevenfuncties en Eerste Kamer
Met ingang van 1 november 2014 zegde Rietkerk de politiek vaarwel en werd voorzitter van het college van bestuur van scholengemeenschap Landstede Groep. Naast zijn werkzaamheden voor de Landstede Groep is Rietkerk voorzitter van de raad van commissarissen van de Roelofs Groep en voorzitter van het bestuur van voetbalvereniging Go-Ahead Kampen.
Namens het CDA was Rietkerk kandidaat bij de Eerste Kamerverkiezingen van 2019. Op 11 juni 2019 werd hij geïnstalleerd als Eerste Kamerlid.

## Persoonlijk
Vader Jan Rietkerk was tot 2001 burgemeester van Genemuiden en een vooraanstaand politicus binnen de RPF. Oom Koos Rietkerk was namens de VVD minister van Binnenlandse Zaken in het kabinet-Lubbers I. Rietkerk is samenwonend en heeft vier kinderen. Hij behoort tot de Nederlands Gereformeerde Kerk (NGK).
Janny Bakker · Theo Bovens · Hugo Doornhof · Greet Prins · Theo Rietkerk · Madeleine van Toorenburg
- Parlement.com: vg09llk6o0zz